# إدغاردو غاريدو
إدغاردو غاريدو (بالإسبانية: Edgardo Garrido)‏ هو كاتب تشيلي، ولد في 1888 في فالبارايسو في تشيلي، وتوفي في 1976 في سانتياغو في تشيلي.